# M11 (Metro Istanbul)

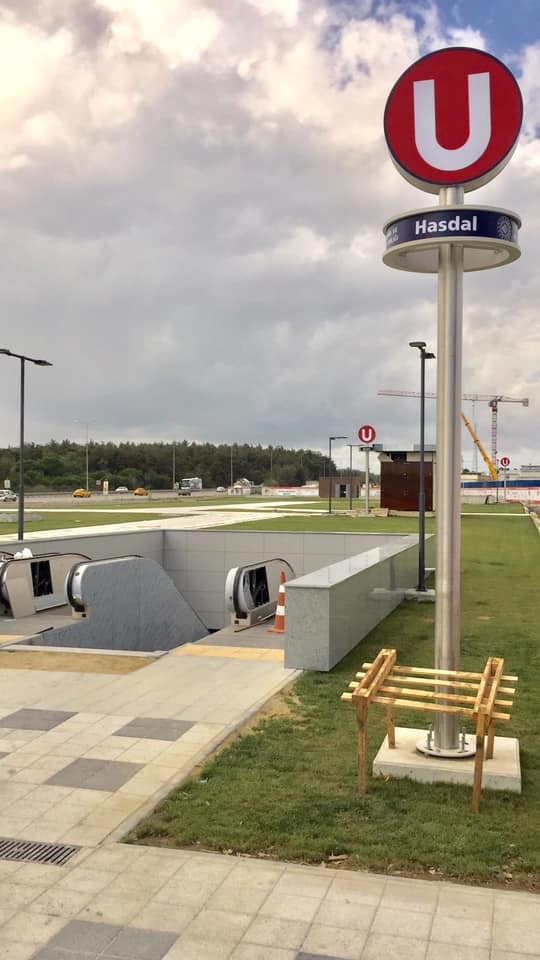
Hasdal Station

Die Linie M11 der Metro Istanbul verbindet seit Ende 2022 den Flughafen İstanbul zunächst mit der Metro-Station Kâğıthane (umsteigen zur M7) und seit Januar 2024 mit Gayrettepe, wo in die M2 und in den Metrobüs umgestiegen werden kann. Die M11 gilt als die schnellste U-Bahn der Türkei. 
2024 wurde ein weiteres Teilstück zwischen Flughafen und Arnavutköy Hastane eröffnet.
In der Gegenrichtung wird die Linie M11 nach Halkalı zur Marmaray verlängert und damit auch zum Hochgeschwindigkeitszug Yüksek Hizli Tren, der über die Hochgeschwindigkeitsstrecke Ankara–Istanbul in ca. vier Stunden nach Ankara führt. Von Halkalı aus gibt es über die Bahnstrecke İstanbul Sirkeci–Swilengrad auch Zugverbindungen Richtung Norden (Sofia usw.).